# コンドン
コンドン (Condom) は、フランスのオクシタニー地域圏ジェール県にある、人口7千人あまりのコミューン（町）である。コンドム、コンドームとも表記されるが、鼻母音で「コ」と「ド」を鼻に抜いて発音する。

## 地理
ジェール県北部にあり、県内では県庁所在地オーシュに次ぎ、人口の多いコミューンである。

## 歴史
この町はかつて、スペイン北西部にあるサンティアゴ・デ・コンポステーラへむかう巡礼路にあり、交通の要衝として栄えていた。

## 産業
ジェール県はフランスでも人口密度がかなり低い県で、産業の主体は農業である。特産品にコニャックと並ぶ高品質のブランデーとして知られているアルマニャックがあり、コンドンがその生産の拠点になっている。
中世から交通の要衝、宿場町として栄えており、観光も重要な産業の一つである。県北部の文化・経済の中心都市で、農産物の集散地であるとともに、商業も盛んである。

## 名所
13世紀の建築とされるモトとプイパルダンの2つの城をはじめ、フランス文化省が指定した19の文化財がある。コンドンの大聖堂は、特に有名である。

## その他
避妊具のコンドームは、この町に起源を持つとする説がある。